# Jean Hémard
Jean Albert Lucien Hémard (* 3. Juli 1914 in Montreuil; † 2. Juli 1982 in Paris) war ein französischer Autorennfahrer.

## Karriere als Rennfahrer
Die Brüder Jean und Pierre Hémard waren in den 1950er-Jahren Eigentümer des französischen Rennwagenbauers Monopole, der Rennfahrzeuge mit kleinem Motorhubraum und Panhard-Technik herstellte. Jean Hémard war auch als Rennfahrer aktiv und einige Male beim 24-Stunden-Rennen von Le Mans am Start. Dreimal, 1950, 1951 und 1952, gelangen ihm mit den Eigenbaurennwagen Klassensiege.

## Statistik

### Le-Mans-Ergebnisse
| Jahr | Team                            | Fahrzeug          | Teamkollege      | Platzierung             | Ausfallgrund |
| ---- | ------------------------------- | ----------------- | ---------------- | ----------------------- | ------------ |
| 1949 | Monopole-Poissy                 | Monopole          | Raymond Lienard  | Ausfall                 | Motorschaden |
| 1950 | Ets. Monopole                   | Monopole X84 Tank | Jean de Montrémy | Rang 22 und Klassensieg |              |
| 1951 | Ets. Monopole                   | Monopole X84      | Jean de Montrémy | Rang 25 und Klassensieg |              |
| 1952 | Ets. Monopole                   | Monopole X84      | Eugène Dussous   | Rang 14 und Klassensieg |              |
| 1953 | Automobiles Panhard et Levassor | Panhard X85       | Jean de Montrémy | nicht klassiert         |              |

### Einzelergebnisse in der Sportwagen-Weltmeisterschaft
| Saison | Team               | Rennwagen   | 1   | 2   | 3   | 4   | 5   | 6   | 7   |
| ------ | ------------------ | ----------- | --- | --- | --- | --- | --- | --- | --- |
| 1953   | Panhard & Levassor | Panhard X85 | SEB | MIM | LEM | SPA | NÜR | RTT | CAP |
| 1953   | Panhard & Levassor | Panhard X85 | DNF |     |     |     |     |     |     |